# The Defenders (televisieserie uit 2017)
Marvel's The Defenders, of kortweg The Defenders, is een Amerikaanse televisieserie. De reeks, die gebaseerd is op de gelijknamige superhelden van Marvel, werd ontwikkeld door Douglas Petrie en Marco Ramirez. Op 18 augustus 2017 ging de miniserie in première op de streamingdienst Netflix. De titelpersonages worden vertolkt door Charlie Cox, Krysten Ritter, Mike Colter en Finn Jones.

## Productie
In november 2013 kondigden Marvel en moederbedrijf Disney aan dat de streamingdienst Netflix vier series zou maken rond de personages Daredevil, Jessica Jones, Iron Fist en Luke Cage. Deze vier series (Daredevil, Jessica Jones, Luke Cage en Iron Fist) vormden de aanloop naar een miniserie over The Defenders.
In april 2016 werden Douglas Petrie en Marco Ramirez in dienst genomen om The Defenders te ontwikkelen. De twee hadden eerder ook al het tweede seizoen van Daredevil ontwikkeld. De reeks kreeg acht afleveringen en werd niet ontwikkeld als het eerste van meerdere seizoenen, maar als een op zich staande "event-serie".

## Marvel Cinematic Universe
In The Defenders komen zowel hoofdpersonages als verhaallijnen uit de series Daredevil, Jessica Jones, Luke Cage en Iron Fist samen.

## Verhaal
De superhelden Daredevil, Jessica Jones, Luke Cage en Iron Fist proberen New York te beschermen tegen de mysterieuze vijand genaamd The Hand. De vier beseffen dat ze sterker zijn als ze samenwerken.

## Rolverdeling
|                                                            |  |  |
| Charlie Cox (Daredevil) en Krysten Ritter (Jessica Jones). |  |  |

|                                                    |  |  |
| Mike Colter (Luke Cage) en Finn Jones (Iron Fist). |  |  |

Legenda
 = Hoofdrol
 = Bijrol
 = Geen rol
| Acteur / actrice | Personage                | S1     |
| ---------------- | ------------------------ | ------ |
| Charlie Cox      | Matt Murdock / Daredevil | 8 afl. |
| Krysten Ritter   | Jessica Jones            | 8 afl. |
| Mike Colter      | Luke Cage                | 8 afl. |
| Finn Jones       | Danny Rand / Iron Fist   | 8 afl. |
| Élodie Yung      | Elektra Natchios         | 8 afl. |
| Jessica Henwick  | Colleen Wing             | 6 afl. |
| Sigourney Weaver | Alexandra Reid           | 6 afl. |
| Rosario Dawson   | Claire Temple            | 6 afl. |
| Scott Glenn      | Stick                    | 5 afl. |
| Elden Henson     | Franklin "Foggy" Nelson  | 5 afl. |
| Simone Missick   | Misty Knight             | 5 afl. |
| Eka Darville     | Malcolm Ducasse          | 5 afl. |
| Rachael Taylor   | Patricia "Trish" Walker  | 5 afl. |
| Deborah Ann Woll | Karen Page               | 4 afl. |
| Ramón Rodríguez  | Bakuto                   | 4 afl. |
| Wai Ching Ho     | Madame Gao               | 6 afl. |
| Yutaka Takeuchi  | Murakami                 | 5 afl. |
| Babs Olusanmokun | Sowande                  | 4 afl. |
| Michelle Federer | Michelle Raymond         | 3 afl. |
| Chloë Levine     | Lexi Raymond             | 3 afl. |
| Carrie-Anne Moss | Jeri Hogarth             | 1 afl. |
| Peter McRobbie   | Father Lantom            | 1 afl. |
| Rob Morgan       | Turk Barrett             | 1 afl. |
| Amy Rutberg      | Marci Stahl              | 1 afl. |

## Afleveringen
| # | Titel aflevering      | Regisseur             | Geschreven door                                        | Releasedatum Netflix |
| - | --------------------- | --------------------- | ------------------------------------------------------ | -------------------- |
| 1 | The H Word            | S.J. Clarkson         | Douglas Petrie, Marco Ramirez                          | 18 augustus 2017     |
| 2 | Mean Right Hook       | S.J. Clarkson         | Lauren Schmidt Hissrich, Marco Ramirez                 | 18 augustus 2017     |
| 3 | Worst Behavior        | Peter Hoar            | Lauren Schmidt Hissrich, Douglas Petrie                | 18 augustus 2017     |
| 4 | Royal Dragon          | Phil Abraham          | Douglas Petrie, Marco Ramirez                          | 18 augustus 2017     |
| 5 | Take Shelter          | Uta Briesewitz        | Lauren Schmidt Hissrich, Douglas Petrie, Marco Ramirez | 18 augustus 2017     |
| 6 | Ashes, Ashes          | Stephen Surjik        | Drew Goddard, Marco Ramirez                            | 18 augustus 2017     |
| 7 | Fish in the Jailhouse | Félix Enríquez Alcalá | Lauren Schmidt Hissrich, Marco Ramirez                 | 18 augustus 2017     |
| 8 | The Defenders         | Farren Blackburn      | Lauren Schmidt Hissrich, Marco Ramirez                 | 18 augustus 2017     |